# Podhradní Lhota
Podhradní Lhota (deutsch Podhradni Lhotta, 1939–1945 Burgsdorf) ist eine Gemeinde in Tschechien. Sie liegt zehn Kilometer nordöstlich von Bystřice pod Hostýnem und gehört zum Okres Kroměříž.

## Geographie
Podhradní Lhota befindet sich am nördlichen Fuße der Hosteiner Berge am Übergang zur Podbeskydská pahorkatina (Vorbeskidenhügelland). Das Dorf liegt am linken Ufer der Juhyně an der Einmündung des Baches Škvořatina. Nördlich des Ortes verläuft die Bahnstrecke Hulín – Valašské Meziříčí; die Bahnstation Rajnochovice liegt anderthalb Kilometer außerhalb des Dorfes auf freiem Feld und gehört zu dessen Kataster. Im Norden erhebt sich die Vrcha (408 m), nordöstlich der Hradiště (604 m), im Osten die Kunovická Hůrka (587 m), südöstlich der Klínec (667 m), im Süden die Bašta (617 m) und Černá bařina (653 m), südwestlich der Kelčský Javorník (865 m) sowie westlich der Na Stráži (448 m).
Nachbarorte sind Babice, Lhota und Kunovice im Norden, Loučka im Nordosten, Podolí, Lázy und Polomsko im Osten, Juhyně und Rajnochovice im Südosten, Vičanov und Tesák im Süden, Chvalčov und Chvalčova Lhota im Südwesten, Loukov und Příkazy im Westen sowie Osíčko, Drholec, Trávník und Komárno im Nordwesten.

## Geschichte
Archäologische Funde belegen eine Besiedlung des Gemeindegebiets seit der Jungsteinzeit. Zum Schutz eines Handelsweges von Mähren nach Polen und zugleich als neues Verwaltungszentrum für die bischöfliche Herrschaft Kelč ließ der Olmützer Bischof Bruno von Schauenburg in der Mitte des 13. Jahrhunderts am Rande der Hosteiner Berge mit der 6500 m² umfassenden Schauenburg eine der größten Burganlagen in Mähren errichten. Bei der ersten urkundlichen Erwähnung der Schauenburg wurden im Jahre 1272 auch die Dörfer Polom, Žopy und Zubricii genannt. Zubricii (Zubřice) befand sich wahrscheinlich an der Stelle des heutigen Podhradní Lhota und diente als Vorburgsiedlung; Polom lag auf den Fluren der heutigen Einschicht Polomsko und erlosch wieder.
Nach dem Verfall der Schauenburg entstand in der Mitte des 14. Jahrhunderts nördlich davon die Neue Schauenburg (Nový hrad Šaumburk). Nach Josef Krumpholc wurde der Ort zwischen 1363 und 1412 als Podhradi, 1429 als Švamberk, später als Lhotta Hradni bzw. Lhotta und ab 1434 als Lhotta unter Schauenburg (Lhotou pod hradem Šaumburkem) bezeichnet. Diese These wurde später mit dem Wiederauffinden von Quellen aus der Zeit um 1429 bekräftigt.
1437 verlieh Bischof Paul von Miličin und Talmberg die Vogtei in Lhotě pod Šaumburkem erblich an den Vogt Licek. Die Bewohner des Dorfes waren zu dieser Zeit dem Gut Kelč fronpflichtig. Nachdem die Neue Schauenburg zum Raubnest geworden war, kaufte sie der mährische Landeshauptmann Jan Tovačovský von Cimburg 1451 auf und ließ sie schleifen. Als neuer Verwaltungssitz entstand 1456 die Feste Kelč. 1556 wurde erstmals eine Mühle (Nr. 22) an der Juhyně genannt, deren Besitzer Jiří Poledňák war. Bischof Stanislaus Pavlovský von Pavlovitz löste 1580 die Fron der Untertanen von Lhoty Podhradni am Kelčer Hof durch eine jährliche Zahlung von 40 Gulden ab. 1585 bestätigte Bischof Stanislaus dem Müller Mikuláš Cáp das Privileg für dessen Mühle (Nr. 41) und gestattete dem Müller Jan Nedvěd die Kassierung der Maut und die Erweiterung seiner Mühle (Nr. 36). 1620 fielen die Lisowski-Kosaken (Lisovčíci), ein nach ihrem 1616 verstorbenen Gründer Aleksander Józef Lisowski benanntes polnisches Söldnerheer, in Lhoty Podhradni ein und brannten das Dorf nieder. Im Jahre 1636 lagen alle drei Mühlen wüst. Das älteste Ortssiegel stammt aus dem Jahre 1699. 1708 wurde der Ort von den Kuruzen geplündert. Zu Beginn des 18. Jahrhunderts erfolgte die Besiedlung der Wälder des oberen Juhynětales durch Pasekaren. Die Ansiedlung Rajnochovice entstand 1721, sie wurde zu dieser Zeit Zálhotí genannt. Zwischen 1716 und 1738 ließ Kardinal Wolfgang Hannibal von Schrattenbach am Fuße des Klínec an der Quelle der hl. Anna neben einem alten Holzkirchlein in Rajnochovice die Pfarrkirche Maria Wiegenfest und St. Anna erbauen. Bis zur Einrichtung der neuen Pfarre war Podhradní Lhota nach Kelč gepfarrt. Bis zur Mitte des 19. Jahrhunderts blieb Podhradní Lhota immer nach Kelč untertänig.
Nach der Aufhebung der Patrimonialherrschaften bildete Podhradní Lhota / Podhradni Lhotta ab 1850 eine Gemeinde in der Bezirkshauptmannschaft Holleschau und dem Gerichtsbezirk Bistritz. Die Freiwillige Feuerwehr wurde 1905 gegründet. 1936 erhielt Podhradní Lhota eine öffentliche Trinkwasserversorgung von den Quellen Ščúrka am Javorník. Während der deutschen Besetzung erhielt das Dorf am 5. März 1939 den amtlichen deutschen Namen Burgsdorf und wurde 1942 dem politischen Bezirk Mährisch Weißkirchen zugeordnet. Zum Ende des Zweiten Weltkrieges operierte in den umliegenden Wäldern eine von Vladimír Krajčík (kapitán Jerry) geleitete Abteilung der Partisanenbrigade Jan Žižka. Am 7. Mai 1945 wurde der Ort von der Roten Armee eingenommen. Nach Beendigung des Krieges kam Podhradní Lhota zum Okres Holešov zurück und wurde nach dessen Aufhebung im Jahre 1960 in den Okres Kroměříž eingegliedert. Die Pfarre Podhradní Lhota erhielt 1974 nach der tatsächlichen Lage ihres Pfarrsitzes den neuen Namen Pfarre Rajnochovice. Seit 1995 führt Podhradní Lhota ein Wappen und Banner, es wurde vom Heraldiker Miroslav Pavlů entworfen.

## Ortsgliederung
Für die Gemeinde Podhradní Lhota sind keine Ortsteile ausgewiesen. Zu Podhradní Lhota gehört die Ansiedlung Juhyně.

## Sehenswürdigkeiten
- Kapelle Mariä Sieben Schmerzen am Dorfanger, errichtet im 19. Jahrhundert
- Burgstall Šaumburk, südlich des Dorfes auf der Bašta
- Reste der Burg Nový Šaumburk, südlich des Dorfes auf der Bašta
- Bildstock mit Figur der hl. Anna, in der Flur Šraňky in Juhyně an der Straße nach Rajnochovice, errichtet 1861. Die Annenfigur ist jedoch älter und trägt die Jahreszahl 1818.
- Statue der Jungfrau Maria vom Hostýn aus dem Jahre 1940, vor der Kaufhalle
- Denkmal für die Opfer beider Weltkriege, auf dem Dorfanger
- Ehemalige Vogtei, heute Gasthaus U Novosadů, am Dorfanger
- Ausstellung mit Werken von Oldřich Drahotušský, eingerichtet im Jahre 2003

## Söhne und Töchter der Gemeinde
- František Gogela (1854–1922), Priester und Botaniker
- František Kratochvil (1876–1955), Redakteur
- Alois Bučánek (1897–1945), Bildhauer
- Oldřich Drahotušský (1929–1994), Bildhauer
- Oldřich Einšpigel (1930–1978), Bibliothekar
- Josef Novosad (* 1932), Redakteur